# 1976年夏季奥林匹克运动会蒙古代表团
1976年夏季奥林匹克运动会蒙古代表团是蒙古派出的1976年夏季奥林匹克运动会代表团。